# Armbouts-Cappel
Armbouts-Cappel – miejscowość i gmina we Francji, w regionie Hauts-de-France, w departamencie Nord.
Według danych na rok 1990 gminę zamieszkiwało 2656 osób, a gęstość zaludnienia wynosiła 262 osób/km² (wśród 1549 gmin regionu Nord-Pas-de-Calais Armbouts-Cappel plasuje się na 305. miejscu pod względem liczby ludności, natomiast pod względem powierzchni na miejscu 317.).